# Ossificazione
L'ossificazione è il processo tramite cui il tessuto mesenchimale è trasformato in tessuto osseo.

## Modalità di ossificazione

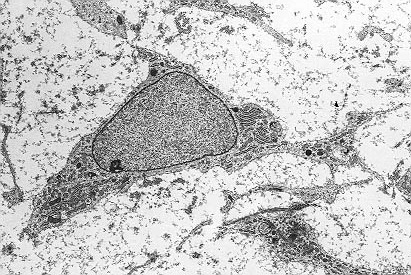
Cellula mesenchimale

Può avvenire secondo due modalità, l'ossificazione intramembranosa, o diretta, e l'ossificazione endocondrale, o indiretta. In entrambi i casi il processo di ossificazione prevede la sostituzione del tessuto mesenchimale con tessuto osseo, tramite una velocità di deposizione dello stesso superiore alla sua velocità di riassorbimento (diversamente da quello che avviene nell'adulto sano, in cui i due processi hanno la stessa velocità). Nell'ossificazione intramembranosa si ha tuttavia un passaggio diretto dal tessuto mesenchimale a quello osseo, mentre in quella endocondrale si passa attraverso una fase intermedia cartilaginea. 
Le ossa formatesi secondo la prima modalità sono solitamente le ossa brevi e le ossa piatte, che per questo motivo vengono chiamate membranose; tra queste ci sono la mandibola, la clavicola e le ossa della calotta cranica, ovvero ossa che non hanno funzione di sostegno. Le ossa formate tramite ossificazione endocondrale sono chiamate cartilaginee e sono generalmente le ossa lunghe, come quelle dell'arto inferiore e dell'arto superiore oppure le vertebre, ovvero ossa con funzione di sostegno.

## Ossificazione intramembranosa

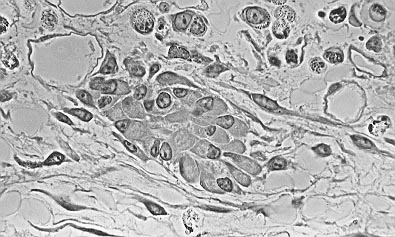
Ossificazione intramembranosa - Cellule osteoprogenitrici all'interno di un aggregato denso

La fase iniziale prevede una vascolarizzazione del tessuto mesenchimale, il quale, grazie allo stimolo dovuto a citochine, fattori di crescita e ormoni (tra i quali soprattutto l'ormone della crescita e gli ormoni tiroidei), va incontro a una crescita e a una trasformazione della popolazione cellulare, che prima diventa formata da preosteoblasti e quindi da osteoblasti.
Le cellule neoformate si dispongono in gruppi, generalmente file formate da uno o due strati, definiti aggregati densi, e iniziano la produzione di osteoide; tale struttura, visibile al microscopio ottico, prende il nome di centro di ossificazione.

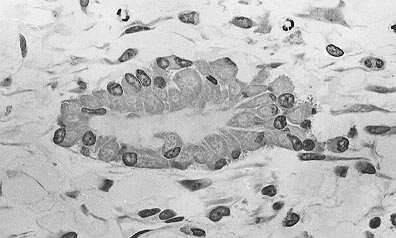
Ossificazione intramembranosa - Osteoblasti portano alla formazione di osteoide al centro dell'aggregato

L'osteoide, non appena prodotta, viene immediatamente mineralizzata, formando una trabecola ossea. Gli osteoblasti appongono su questa trabecola ossea un nuovo strato di osteoide, che viene anch'esso immediatamente mineralizzato. Mano a mano che la matrice ossea cresce, numerosi osteoblasti vi vengono imprigionati, trasformandosi in osteociti, mantenendo piccole ma lunghe estensioni citoplasmatiche all'interno di canalicoli. Tali estroflessioni saranno necessarie, una volta formatosi l'osso, per supplire alla richieste metaboliche delle cellule.
Con il progredire della formazione del tessuto osseo, nuovi osteoblasti vengono prodotti dalle cellule osteoprogenitrici (non dagli osteoblasti, che si dividono raramente), in modo da mantenere sempre uno strato di cellule al limite della matrice ossea per la produzione di osteoide.

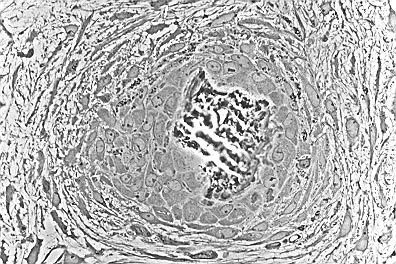
Ossificazione intramembranosa - Osteoblasti formano tessuto osseo rudimentale

Via via che i centri di ossificazione crescono, tendono a unirsi, portando all'aspetto macroscopicamente spugnoso che caratterizza le ossa formatesi secondo questa modalità. Vista la casuale creazione del tessuto, le fibre collagene che costituiscono la matrice extracellulare sono disposte a fasci incrociati. Entrambe le caratteristiche rendono l'osso più debole alle sollecitazioni, e per questo non possono fungere da ossa di sostegno per il peso del corpo.
Successivamente, una volta raggiunto il completamento del processo, l'osso così formato andrà incontro a un rimodellamento basato sull'aumento dell'attività osteoclastica e la diminuzione dell'attività osteoblastica, che gli conferirà il carattere di osso maturo. Durante la fase dell'accrescimento, la crescita in dimensione dell'osso sarà garantita da un'attività osteoblastica posta lungo il limite esterno della matrice ossea. Questo permetterà una crescita minore dell'osso membranoso, rispetto a quello cartilagineo, che si realizzerà più lentamente. Il tessuto mesenchimale rimanente andrà incontro a trasformazione in midollo osseo emopoietico.

## Ossificazione endocondrale

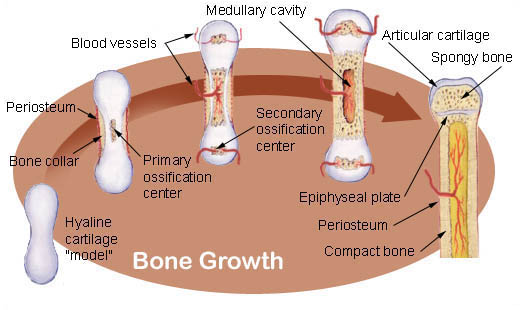
Ossificazione endocondrale - Maturazione dell'osso

A differenza di quella intramembranosa, l'ossificazione endocondrale permette la creazione di una struttura estremamente resistente alla compressione e quindi adatta alla funzione di sostegno dello scheletro.
La prima tappa del processo di ossificazione endocondrale è l'addensamento del tessuto mesenchimale successivamente a stimoli di crescita mediati da citochine e ormoni. Vengono quindi a formarsi numerosi centri condrogenici, in cui le cellule mesenchimali si differenziano in condroblasti, i precursori dei condrociti. Esattamente nello stesso modo del processo intramembranoso, intorno a questi centri avviene la formazione di un pericondrio di cellule producenti cartilagine ialina che, con il passare del tempo, cresce fino a formare un modello cartilagineo del futuro osso.
A livello della diafisi i condroblasti, differenziatisi in condrociti, vanno incontro a ipertrofia, aumentando di dimensioni e riassorbendo la cartilagine circostante, mantenendo solo sottili trabecole. Infine i condrociti degenerano, lasciando spazi vuoti che verranno successivamente invasi da vasi sanguigni e, quindi, da cellule staminali ematopoietiche. L'invasione dei vasi sanguigni avviene in seguito al rilascio da parte dei condrociti del Fattore di crescita dell'endotelio vascolare che stimola l'angiogenesi.

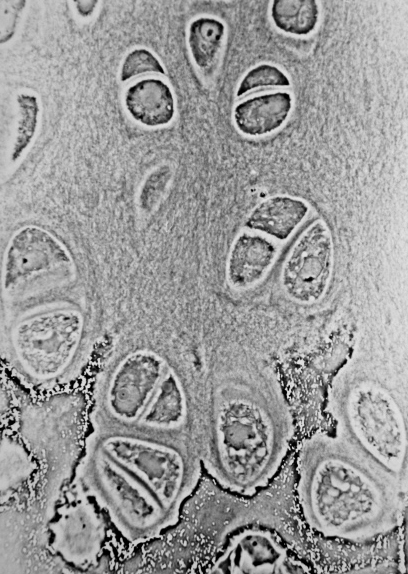
Ossificazione endocondrale - Area ipertrofica a livello dell'epifisi suddivisa in tre zone: in alto la zona di maturazione, in mezzo la zona di degenerazione della cartilagine, in basso la zona osteogenica

A livello diafisario le cellule contenute nel pericondrio che ne riveste la superficie acquisiscono quindi attività osteoblastica trasformandolo in periostio e formando così il centro di ossificazione primario.
I macrofagi invadono il tessuto osseo periostale e, diventati osteoclasti, procedono nella digestione della cartilagine presente, mentre vasi sanguigni invadono il tessuto (uno di questi vasi diventerà la arteria nutritizia epifisaria), portando con sé, verso l'interno del modello cartilagineo, gli osteoblasti presenti nel periostio.
A livello delle metafisi viene a crearsi quindi una struttura definita piastra di crescita epifisaria. La porzione diafisaria risulta costituita da osteoclasti, la cui funzione è quella di digerire la cartilagine ialina, e da osteoblasti, la cui funzione è quella di depositare nuovo tessuto osseo; la porzione epifisaria risulterà costituita dal pericondrio, contenente condroblasti e condrociti, la cui funzione è quella di continuare a produrre grandi quantità di cartilagine ialina.
La peculiarità di queste ossa è la capacità di allungarsi per permettere la crescita dell'individuo. Ciò avviene perché la produzione di cartilagine ialina da parte della porzione epifisaria dell'osso supera la capacità della porzione diafisaria di produrre tessuto osseo. La possibilità di fungere da ossa di sostegno è data dalla forma lamellare del tessuto osseo depositato in questo modo; tale struttura lamellare garantisce un'ottima resistenza alla compressione.
A livello del centro delle epifisi vengono a formarsi, successivamente, centri di ossificazione secondari. In questi casi il processo di ossificazione non risulta ordinato come a livello metafisario, per cui l'osso assumerà una struttura trabecolata più simili a quella delle ossa formatesi tramite ossificazione intramembranosa. Questo risulta un vantaggio perché conferisce resistenza all'osso senza fargli raggiungere un peso eccessivo rispetto alle necessità di movimento dell'individuo, ma d'altro canto rende quest'area dell'osso estremamente suscettibile a fratture in corso di osteoporosi.

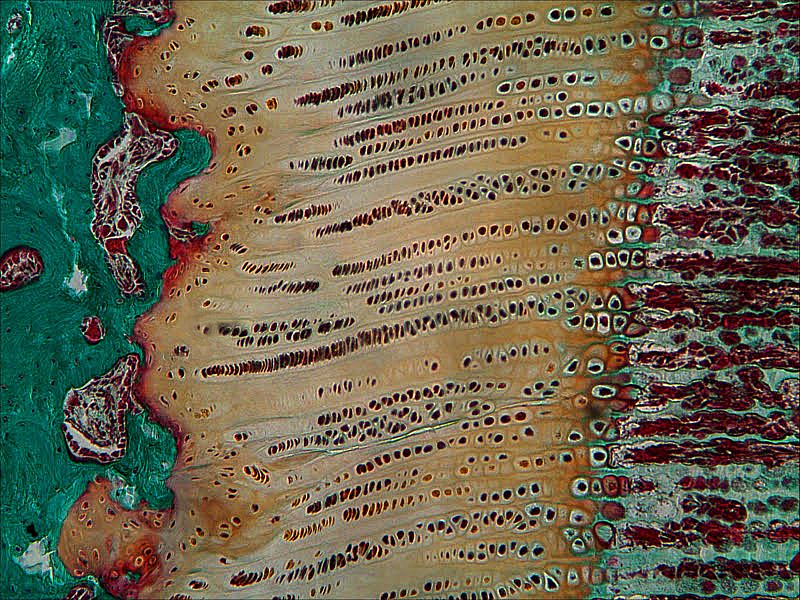
Ossificazione endocondrale - Epifisi di tibia di coniglio in crescita divisa in tre zone: a sinistra la cartilagine epifisaria (in verde) con numerosi vasi ematici, in centro la piastra di crescita epifisaria, a destra l'osso di nuova formazione

Mentre a livello epifisario una piccola parte di cartilagine ialina rimane per andare a costituire la cartilagine articolare, il rimanente tessuto va incontro a trasformazione in tessuto osseo.
È possibile suddividere istologicamente il tessuto cartilagineo presente a livello della piastra di crescita epifisiaria in sei aree a partire dal tessuto cartilagineo per arrivare al tessuto osseo:
- zona di riserva cartilaginea
- zona di proliferazione
- zona di maturazione
- zona di ipertrofia e calcificazione
- zona di degenerazione della cartilagine
- zona osteogenica

La crescita dell'osso risulta essere sotto il controllo dell'ormone della crescita nel periodo che va avanti fino alla pubertà, per poi passare sotto il controllo degli ormoni sessuali nel periodo successivo

## Progressione dell'ossificazione nell'essere umano
Quello osseo è l'ultimo tessuto, in ordine di tempo, a iniziare a essere prodotto durante la gestazione e il processo di ossificazione continua per circa i primi 25 anni di vita dell'individuo. La crescita dell'osso risulta essere sotto il controllo dell'ormone della crescita nel periodo che precede la pubertà, per poi passare sotto il controllo degli ormoni sessuali nel periodo successivo.
| Periodo                    | Ossa coinvolte                                                                                   |
| -------------------------- | ------------------------------------------------------------------------------------------------ |
| Terzo mese di gestazione   | Comincia l'ossificazione delle ossa lunghe                                                       |
| Quarto mese di gestazione  | La maggior parte dei centri di ossificazione primaria sono apparsi a livello della diafisi ossea |
| Dalla nascita all'infanzia | Comparsa dei centri di ossificazione secondaria a livello epifisiario                            |
| Dall'infanzia alla pubertà | Ossificazione rapida di numerose ossa                                                            |
| Dopo la pubertà            | Ossificazione completa della scapola e delle ossa dell'arto superiore                            |
| A partire dai 18 anni      | Ossificazione completa dell'anca e delle ossa dell'arto inferiore                                |
| A partire dai 23 anni      | Ossificazione completa della clavicola, delle ossa dello sterno e delle vertebre                 |
| A partire dai 25 anni      | Praticamente tutte le ossa sono formate                                                          |